# Helen Baxendale
Helen Victoria Baxendale, född 7 juni 1970 i Wakefield, West Yorkshire, är en brittisk skådespelare.
Hon har bland annat medverkat i TV-serien Kalla fötter (Cold Feet) och TV-serien Ett opassande jobb för en kvinna som Cordelia Gray. Hon har också gästspelat i Vänner som Ross fru Emily Waltham.

## Filmografi (urval)
- 1996 – Inkräktarna
- 1997–2003 – Kalla fötter (TV-serie)
- 1997 – Ett opassande jobb för en kvinna (TV-serie)
- 2001 –  Adrian Mole i cappuccinoåldern (TV-serie)
- 2003 – Sweet Dreams
- 2011 – Anonym
- 2012 – Cuckoo (TV-serie)